# Sypień
Sypień – wieś w Polsce położona w województwie łódzkim, w powiecie łowickim, w gminie Nieborów.

## Historia
Słowniku geograficznym Królestwa Polskiego i innych krajów słowiańskich z roku 1890 tak opisuje miejscowość:

Sypień, w XVI w. Sypyen, wieś, powiat łowicki, gmina i parafia Nieborów, odl. 12 w. od Łowicza a 3 od Nieborowa, ma 40 domów, 325 mieszkańców, 965 mórg. W 1827 r. 34 domów, 289 mieszkańców. Na początku XVI w. Sypień (wieś arcyb. gnieźn.?) dawała dziesięciny i kolędę plebanii w Nieborowie (Łaski, L. B., II, 271).

Wieś szlachecka położona była w drugiej połowie XVI wieku w powiecie sochaczewskim ziemi sochaczewskiej województwa rawskiego. W latach 1975–1998 miejscowość administracyjnie należała do województwa skierniewickiego.